# Rachid Farssi
Rachid Farssi est un joueur belgo-marocain de football né le 15 janvier 1985 à Chênée. Il occupe le poste de milieu de terrain.

## Biographie
Formé  au RCS Polonia Retinne, Rachid Farssi boulaouane commence sa carrière en amateur au RCS Visé. Il joue ensuite de 2005 à 2007 au KAS Eupen.
Il commence sa carrière professionnelle en 2007 avec le club du KVC Westerlo, équipe de 1re division. Après 120 matchs en Division 1, il est transféré en 2012 à Waasland-Beveren. Il retrouve son club formateur, le Lierse SK, lors du mercato d'été 2013.